# Słoga Skopje
Słoga Jugomagnat Skopje (maced. Фудбалски клуб Слога Југомагнат) – północnomacedoński klub piłkarski z siedzibą w mieście Skopje. W 2009 został rozwiązany.

## Historia
Klub założony został w 1927 pod nazwą Zafer. W 1945 klub zmienił nazwę na Sloga. Obecna nazwa klubu Sloga Jugomagnat obowiązuje od 1992.

## Osiągnięcia
- Mistrz Macedonii: 1999, 2000, 2001
- Puchar Macedonii: 1996, 2000, 2004

## Europejskie puchary
Legenda do wszystkich tabel:
- Q – runda eliminacyjna, 1/16, 1/8, 1/4, 1/2 – odpowiednia faza rozgrywek, Grupa – runda grupowa, 1r gr – pierwsza runda grupowa, 2r gr – druga runda grupowa, F – finał, R – runda, PO – play-off
- k. – rzuty karne, los. – losowanie, Dogr. – dogrywka, w. – zasada bramek strzelonych na wyjeździe

| Sezon     | Rozgrywki                 | Runda | Klub               | Dom | Wyjazd | Ogólnie |
| --------- | ------------------------- | ----- | ------------------ | --- | ------ | ------- |
| 1996/97   | Puchar Zdobywców Pucharów | Q     | Budapest Honvéd FC | 0–1 | 0–1    | 0–2     |
| 1997/98   | Puchar Zdobywców Pucharów | Q     | NK Zagreb          | 1–2 | 0–2    | 1–4     |
| 1998/99   | Puchar UEFA               | 1Q    | Oțelul Gałacz      | 1–1 | 0–3    | 1–4     |
| 1999/2000 | Liga Mistrzów             | 1Q    | Kəpəz Gəncə        | 1–0 | 1–2    | 2–2, w. |
| 1999/2000 | Liga Mistrzów             | 2Q    | Brøndby IF         | 0–1 | 0–1    | 0–2     |
| 2000/01   | Liga Mistrzów             | 1Q    | Shelbourne         | 0–1 | 1–1    | 1–2     |
| 2001/02   | Liga Mistrzów             | 1Q    | FBK Kaunas         | 0–0 | 1–1    | 1–1, w. |
| 2001/02   | Liga Mistrzów             | 2Q    | Steaua Bukareszt   | 1–2 | 0–3    | 1–5     |
| 2004/05   | Puchar UEFA               | 1Q    | Omonia Nikozja     | 1–4 | 0–4    | 1–8     |